# Nella Larsen
Nella Larsen, conosciuta anche con il nome da sposata Nella Imes, (Chicago, 13 aprile 1891 – New York, 30 marzo 1964), è stata una scrittrice statunitense, di madre danese e di padre originario delle Indie Occidentali.
Divenne famosa alla fine degli anni venti come esponente dell'Harlem Renaissance, un periodo di risveglio culturale della comunità afroamericana, pubblicando due romanzi: Sabbie mobili (Quicksand) del 1928 e Passing del 1929.

## Biografia
Nella Larsen nacque Nellie Walker, in un quartiere povero del sud di Chicago noto come Levee, il 13 aprile 1891 (anche se Larsen affermò spesso di essere nata nel 1893). Sua madre era Pederline Marie Hansen, un'immigrata etnicamente danese, probabilmente nata nel 1868, forse nello Schleswig-Holstein. Migrando negli Stati Uniti intorno al 1886, la madre di Larsen lavorava come sarta e collaboratrice domestica a Chicago. Morì nel 1951 a Santa Monica, nella contea di Los Angeles.
Il padre di Larsen era Peter Walker, ritenuto un immigrato afro-caraibico di razza mista dalle Indie occidentali danesi. Walker e Hansen ottennero una licenza di matrimonio nel 1890, ma potrebbero non essersi mai sposati. Walker era probabilmente un discendente dal lato paterno di Henry o George Walker, uomini bianchi di Albany, New York, che si sapeva si stabilirono nelle Indie occidentali danesi intorno al 1840.  Nelle Indie occidentali danesi, la legge non riconosceva la differenza razziale e le linee razziali erano più fluide rispetto agli ex stati schiavisti degli Stati Uniti. Walker potrebbe non essersi mai identificato come "negro".  Ben presto scomparve dalla vita di Nella e di sua madre; ha detto che era morto quando lei era molto giovane. A quel tempo Chicago era piena di immigrati, ma la Grande Migrazione dei neri dal sud non era ancora iniziata. Verso la fine dell'infanzia di Walker, la popolazione nera della città era dell'1,3% nel 1890 e del 2% nel 1910.
Marie sposò poi Peter Larsen (alias Larson, nato nel 1867), un altro immigrato danese. Nel 1892 la coppia ebbe una figlia, Anna Elizabeth, conosciuta anche come Lizzie (nome da sposata Gardner). Nellie prese il cognome del suo patrigno, a volte usando versioni scritte Nellye Larson e Nellie Larsen, prima di decidersi definitivamente su Nella Larsen. La famiglia mista si trasferì a ovest in un quartiere prevalentemente bianco di immigrati tedeschi e scandinavi, ma incontrò discriminazioni a causa di Nella. Quando Nella aveva otto anni, si trasferirono qualche isolato più a est.
L'autore e critico americano Darryl Pinckney ha scritto su questa situazione anomala:
Dal 1895 al 1898, Larsen visse in Danimarca con la madre e la sorellastra. Anche se di razza mista, ebbe dei bei ricordi di quel periodo, incluso i giochi per bambini danesi, di cui in seguito scrisse in inglese. Dopo essere tornata a Chicago nel 1898, frequentò una grande scuola pubblica. Nello stesso momento in cui aumentava l'immigrazione dei neri del sud verso la città, aumentava anche l'immigrazione europea. La segregazione razziale e le tensioni erano aumentate nei quartieri degli immigrati, dove entrambi i gruppi erano in competizione per il lavoro e l’alloggio.
Sua madre credeva che l'istruzione potesse dare a Larsen un'opportunità e la sostenne nel frequentare la Fisk University, un'università storicamente nera a Nashville, nel Tennessee. Per la prima volta Larsen visse all'interno di una comunità afro-americana, ma era ancora separata per il suo background e le sue esperienze di vita diverse da quelle della maggior parte degli studenti, che provenivano principalmente dal sud e la maggior parte discendenti dagli ex schiavi. Il biografo George B. Hutchinson ha stabilito che Larsen fu espulsa, insieme ad altre dieci donne, a causa di qualche violazione dei rigidi codici di abbigliamento o di condotta di Fisk per le donne. Larsen ritornò da sola in Danimarca, dove visse per un totale di tre anni, tra il 1909 e il 1912, e frequentò l'Università di Copenaghen. Una volta tornata negli Stati Uniti, continuò a lottare per trovare un posto a cui appartenere.

## Opere

### Libri
- Quicksand (1928)
- Passing (1929)

### Racconti brevi
- Freedom (1926)
- The Wrong Man (1926)
- Playtime: Three Scandinavian Games, The Brownies' Book, 1 giugno 1920
- Playtime: Danish Fun, The Brownies' Book, 1 luglio 1920
- Correspondence, Opportunity, 4 settembre 1926
- Review of Black Spade, Opportunity, 7 gennaio 1929
- Sanctuary, Forum, 83, gennaio 1930
- The Author's Explanation, Forum, supplemento 4, aprile 1930.[5]